# Стадники (Рівненський район)
Ста́дники — село в Україні, в Рівненському районі Рівненської області. Населення становить 1000 осіб.

## Географія
Межує із селом Оженин. Неподалік від села протікає річка Горинь.

## Історія
У 1906 році село Бугринської волості Острозького повіту Волинської губернії. Відстань від повітового міста 15 верст, від волості 10. Дворів 70, мешканців 403.

## Відомі люди

### Народились
- Єфимчук-Дячук Уляна Василівна — заступник голови Рівненського облвиконкому. Депутат Верховної Ради СРСР 1—4-го скликань (1940—1958 роки).